# Wolfgang Holzmair
Wolfgang Holzmair (né en 1952 à Vöcklabruck) est un baryton autrichien.

## Biographie
Wolfgang Holzmair effectue ses études à l'Académie de musique de Vienne avec Hilde Rössel-Majdan (chant) et Erik Werba (lied). Après ses études, il se fait un nom en tant que chanteur de lieder au concert et interprète d'oratorio. En 1974, il chante dans un film de Luchino Visconti, le « Stille Liebe » de Robert Schumann. Il se produit dans les grands centres de musique du monde : Londres, Lisbonne, Vienne, Salzbourg, New York, La Haye, Washington, Salzbourg, Graz, Gstaad, Paris, etc. Au piano, il est accompagné, entre autres par Imogen Cooper, Andreas Haefliger, Till Fellner, Russell Ryan, Roger Vignoles ainsi que Gérard Wyss.
Wolfgang Holzmair collabore avec de grands orchestres tels que l'Orchestre du Gewandhaus de Leipzig, l'Orchestre Philharmonique d'Israël, l'Orchestre philharmonique de Berlin , l'Orchestre de Cleveland et l'Orchestre symphonique de Vienne sous la direction de célèbres chefs d'orchestre.
En tant que chanteur d'opéra ou d'opérette, il s'est présenté sur les scènes nationales et internationales, telles Dallas, Toronto, Seattle, Hongkong, Erfurt, Lyon, Lille... Son répertoire comprend notamment : Papageno dans La Flûte enchantée, Don Alfonso dans Cosi fan tutte, Faninal dans Der Rosenkavalier, Musiklehrer dans Ariadne auf Naxos, Wolfram dans Tannhäuser, Ottokar dans Der Freischütz, Eisenstein dans Die Fledermaus ainsi qu'Homanay dans le Der Zigeunerbaron.
Wolfgang Holzmair est professeur pour le lied et l'Oratorio au Mozarteum de Salzbourg. Parmi ses étudiants figurent notamment Christiane Karg, Anja Schlosser, Cordula Schuster, Andrè Schuen et Matthias Winckhler. Il donne aussi des classes de maître en Europe et en Amérique du Nord.

## Discographie
- Schubert, Die schöne Müllerin - Jörg Demus, piano (1983, Preiser)
- Brahms, Die Schone Magelone - Gerard Wyss et Will Quadfleg (1986, Tudor)
- Braunfels, Die Vögel - Lothar Zagrosek (1992 Decca)
- Schubert, Lieder sur des textes de Mayrhofer - Gerard Wyss (1993, Tudor)
- Brahms, Ein deutsches Requiem - Herbert Blomstedt (1996, Decca)
- Schumann, Lieder sur des textes de Heine - Imogen Cooper (1996, Philips Classics)
- Beethoven, An die ferne Geliebte (2000, Philips)
- Eichendorff-Lieder (2002, Philips)
- Debussy, Pelléas et Mélisande (2002, Harmonia Mundi)
- Křenek et Schubert, Lieder - Russell Ryan (2003, ORF)
- Schumann, Dichterliebe, Liederkreis, Kerner-Lieder, Heine-Lieder, Myrthen (2008, Philips)
- Beethoven, Pleyel, Haydn, Songs from the British Isles - Trio Wanderer (2008, Cyprès CYP1653)[6]
- Songs from Theresienstadt - Russell Ryan (2009, Bridge)
- Wolf, Lieder -  Imogen Cooper (15 février 2008, Wigmove Hall Live WHLIVE0029)[7],[8]
- Ravel, Mélodies et Trio - Ensemble Musique Oblique (2009 Alphée)
- Schubert, Winterreise (2013, Cappricio C5149)[6]